# Ängstrollsländor
Ängstrollsländor (Sympetrum) är ett släkte i insektsordningen trollsländor som tillhör familjen segeltrollsländor. Kännetecknande för släktet är att de flesta arter är små till medelstora trollsländor, med röd grundfärg på kroppen. Ibland är de också delvis gulfärgade, till exempel på vingarna. Men det finns också exempel på mycket mörka, nästan svarta arter. Totalt finns det minst 50 kända arter i släktet, varav de flesta lever i de tempererade delarna av norra hemisfären. Inga inhemska arter av släktet finns i Australien.
För att reglera kroppstemperaturen kan ängstrollsländor vinkla kroppen på olika sätt mot solen. När det är kallt kan de sätta sig på ett varmt underlag och orientera kroppen så att de får så mycket sol som möjligt på sig och när det är varmt kan de vinkla kroppen mot solen så att de får så lite sol som möjligt på sig. Det senare kallas för obeliskbeteende.

## Arter
- Sympetrum corruptum
- Sympetrum danae
- Sympetrum flaveolum
- Sympetrum fonscolombii
- Sympetrum frequens
- Sympetrum occidentale
- Sympetrum pedemontanum
- Sympetrum sanguineum
- Sympetrum striolatum
- Sympetrum vulgatum
- Sympetrum nigrescens; finns beskriven i litteratur och har hittats i Sverige[2], Norge, Irland och Skottland[3] även om det är oklart om den betraktas som en egen art, underart till eller form av Sympetrum striolatum.[2]